# Serra-di-Ferro
Serra-di-Ferro település Franciaországban, Corse-du-Sud megyében. Lakosainak száma 709 fő (2022. január 1.). Serra-di-Ferro Cognocoli-Monticchi, Coti-Chiavari, Olmeto és Sollacaro községekkel határos.

## Népesség
A település népessége az elmúlt években az alábbi módon változott:
| Lakosok száma | 284  | 342  | 327  | 420  | 502  | 483  | 482  | 489  | 563  | 709  |
|               | 1968 | 1982 | 1990 | 2006 | 2013 | 2015 | 2017 | 2019 | 2020 | 2022 |